# Jerry Lewis
 Der er flere personer med dette navn, se Jerry Lewis (flertydig).
Gerald "Jerry" Lewis (født Joseph Levitch 16. marts 1926, død 20. august 2017) var en amerikansk komiker, skuespiller, filmproducent, forfatter og filminstruktør kendt for sin slapstick humor og sine velgørenheds teleton til Muscular Dystrophy Association – en amerikansk organisation som forsker i bekæmpelse af muskelsvind.
Lewis arbejdede oprindeligt i 1946 meget sammen med Dean Martin, og dannede 'komediegruppen' Martin and Lewis. Bortset fra deres populære arbejde på natklubber, spillede de med i en vellykket række komediefilm for Paramount Pictures. Parret stoppede samarbejdet ti år efter.

## Karriere
Lewis blev født i Newark, New Jersey ind i en jødisk amerikansk familie. Hans far var vaudevilleskuespiller. Han begyndte i burleskshows i 1942 i en alder af 16 år og giftede sig to år senere i 1944 som 18-årig. Hans første berømmelse fik han med sangeren Dean Martin, som var den ligefremme mand i forhold til Lewis' maniske og skøre narrestreger som Martin and Lewis-komediegruppen. De skilte sig ud fra de fleste andre komikergrupper i 1940'erne ved at slå på de to komikeres samspil i stedet for planlagte sketches. I de sene 1940'ere opnåede de hurtigt national berømmelse, først med deres populære optrædener på natklubber og senere som filmstjerner. Anmeldere havde ofte svært ved at beskrive deres kaotiske skuespil ud over det lakoniske "Martin synger, og Lewis klovner". De fortsatte med at medvirke i film og i fjernsynet, indtil deres samarbejde stoppede i 1956. Efter de gik fra hinanden, blev de to indblandet i en meget omtalt fejde, som aldrig rigtig sluttede; den næste gang de kunne ses sammen igen offentligt, var da Martin overraskende dukkede op i et velgørenheds-tv-program i 1976, arrangeret af Frank Sinatra, hvor Lewis var med. Lewis skrev om sit forhold til Martin i bogen Dean and Me (A Love Story) fra 2005. Da Sinatra prøvede at få Lewis genforenet med Martin, er Lewis blevet citeret for at sige: "Jeg vil aldrig nogensinde arbejde med den fulderik igen". Selvom parret blev forsonet i slutningen 1980'erne, efter at Martins søn døde, blev der aldrig nogen genforening af de to.
Lewis vendte tilbage til skuespillet på egen hånd med sin debutfilm The Delicate Delinquent i 1957. Han samarbejdede med instruktøren Frank Tashlin, hvis baggrund som tegnefilmstegner passede til Lewis' humor,. Han spillede med i fem film mere og spillede også Itchy McRabbitt i Li'l Abner (1959) selvom han ikke står på rollelisten.
Derefter var han producer, instruktør og var manuskriptforfatter med Bill Richmond, lige som han spillede med i sin egen film med titlen The Bellboy i 1960. Ved at bruge Fontainebleau Hotel i Miami som scene, på et lille budget, en meget stram tidsplan og uden manuskript filmede Lewis om dagen og optrådte på hotellet om aftenen. Under produktionen udviklede Lewis en teknik, hvor han brugte videokameraer og flere skærme fra overvågningskameraer til at se scenerne samtidig med, at han filmede dem. Dette gjorde ham i stand til at gennemgå sin præstation øjeblikkeligt. Senere indføjede han videobånd, og da mere transportabelt og økonomisk udstyr blev tilgængeligt, blev denne teknik en standard kendt i filmverdenen som video assist.
Lewis instruerede flere film, som han skrev sammen med Richmond, deriblandt The Ladies Man, The Errand Boy og ikonfilmen Den skøre professor. I denne periode blev han også rost af intellektuelle franske kritikere i det indflydelsesrige Cahiers du Cinema for sine absurde komedier, til dels fordi han havde skabt sig et omdømme som en auteur som havde total kontrol over alle aspekter af sine film, ligesom Howard Hawks og Alfred Hitchcock. I marts 2006 tildelte den franske kulturminister Lewis Æreslegionen og kaldte ham 'det franske folks yndlingsklovn.' Derfor er det at kunne lide Jerry Lewis blevet en stereotypi om franskmænd i mange amerikaneres øjne, og der findes mange jokes om dette i den amerikanske popkultur.
Billetindtægterne fra Lewis' film dalede i midten af 1960'erne. I 1966 begyndte han som vært for den årlige Labor Day  teleton for "Muscular Dystrophy Association" (Muskelsvindfonden), en organisation, som han offentligt havde støttet siden 1950. Han forblev populær i Europa indtil 1980'erne.
Senere instruerede og medvirkede Lewis i den uudgivne The Day the Clown Cried i 1972. Filmen var et drama, som foregik i en nazistisk koncentrationslejr. Lewis har forklaret, hvorfor filmen ikke blev udsendt ved at antyde retssager over finansielle problemer, efter at filmen var færdigfilmet. Han har dog senere, da han rejste rundt for at reklamere for sin bog Dean and Me indrømmet, at en anden grund til at filmen blev droppet var, at han ikke var stolt af den. Den er kun blevet set af meget få personer, men de som angiveligt skulle have set den, har kritiseret den for at være særdeles dårlig smag (som Spy Magazine gjorde i 1992).[kilde mangler]
Efter ikke at have lavet film i otte år vendte Lewis tilbage i starten af 1980'erne med Hardly Working , en film som han både instruerede og spillede med i. På trods af at anmelderne rakkede filmen ned, indtjente den 50 millioner dollar. Han efterfulgte dette med en meget rost optræden i Martin Scorseses film The King of Comedy fra 1983, hvor Lewis spiller en tv-vært, som plages af besatte fans (spillet af Robert de Niro og Sandra Bernhard). Ironisk nok havde Dean Martin tidligere fået tilbudt, og afslået, rollen. Lewis fortsatte med at arbejde på små film i 1990'erne, deriblandt sine biroller i de sorte komediefilm Funny Bones (1995) og Arizona Dream (1992).
Lewis og hans populære filmfigurer blev animeret i tegnefilmserien Will the Real Jerry Lewis Please Sit Down?, som havde premiere på ABC i 1970 og sluttede i 1972. Serien blev produceret hos Filmation Studios, og David Lander (som senere blev kendt for Laverne and Shirley) lagde stemme til Jerry Lewis.
Lewis fik et mindre hjerteanfald 11. juni 2006 efter en flyrejse tværs over USA, da han var på vej hjem fra New York. Man fandt senere ud af, at han også havde lungebetændelse. Lewis aflyste herefter sin deltagelse i flere store begivenheder og brugte et par uger på at komme sig.
Lewis boede de sidste år af sit liv i Las Vegas, Nevada.

## Velgørenhedsarbejde
Lewis organiserede et årligt tilbagevendende velgørenheds-tv-show på Labor Day, en såkaldt teleton, til fordel for Muscular Dystrophy Association (den amerikanske version af Muskelsvindfonden) siden 1966. Hans indsats har været med til at indsamle cirka 2 milliarder dollar. I 1977 blev han nomineret til Nobels fredspris, og i 1985 modtog han en Department of Defense Medal for Distinguished Public Service fra det amerikanske forsvarsministerium. I september 2005 var Lewis blevet udvalgt til at modtage Governor's Award fra Academy of Television Arts and Sciences for at hædre hans mange teletons.
Hans teletons var ofte spækket med stjerner. Blandt Lewis' medværter har gennem årene været Ed McMahon og Casey Kasem. Frank Sinatra optrådte ofte i hans teletons i 1970'erne og 1980'erne.
På sit 40. Labor Day-teleton i 2005 samlede Lewis også ind til Frelsens Hær (til fordel for ofrene for orkanen Katrina) samtidig med sin indsamling til Muscular Dystrophy Association, selvom han også anbefalede seerne at give til det amerikanske Røde Kors.
På grund af sin kultstatus i Frankrig og sit velgørenhedsarbejde i kampen mod neuromuskulære sygdomme, har han også været vært for de franske muskelsvindsteletons i 1987 og 1991.

### Kritik
Muscular Dystrophy Association og Jerry Lewis er blevet kritiseret af nogle aktivister, som kæmper for handicappedes rettigheder for deres tendens til at få handicappede til at fremstå som "ynkværdige ofre, som ikke vil have eller behøver mere end en stor velgørenhed til at tage sig af dem og kurere dem" . Kritikere mener, at ved at fokusere på medicinske kure til at "normalisere" handicappede glemmer man at tage fat på problemer med tilgængelighed i bygninger og transport, muligheder for arbejde og andre borgerlige rettigheder. [kilde mangler]
Jerry Lewis har flere gange ytret sig på en måde som er blevet anset for at være ufølsom over for de handicappede:
- I 1990 skrev han essayet If I Had Muscular Dystrophy ("Hvis jeg havde muskelsvind") til Parade magasinet, hvori han beskrev folk med muskelsvind som værende "halve personer."[7] Mange handicappede anså hans bemærkning for at være fordomsfuld og for at bidrage til ideen om, at handicappede mennesker er "barnagtige, hjælpeløse, håbløse, ikke-fungerende mennesker, som ikke bidrager til samfundet." [8]
- 20. maj 2001 svarede han sine kritikere i et interview på CBS News Sunday Morning: "Hvis du ikke vil have at folk skal få medlidenhed med dig, fordi du er en krøbling i kørestol, så lad være med at komme ud af huset." Igen kritiserede rettighedsgrupper ham for at fremstille handicappede som hjælpeløse og bundet til deres hjem.[kilde mangler]

## Trivia
- Jerry Lewis har vundet mange Lifetime Achievement Awards fra American Comedy Awards, The Golden Camera, Los Angeles Film Critics Association, Venedig Filmfestival og han har to stjerner på Hollywood Walk of Fame.
- Lewis har kæmpet mod prostatakræft, sukkersyge og lungefibrose. Medicinsk behandling mod fibrosen i de tidlige 2000'er fik komikeren til at tage kraftigt på i vægt og ændrede hans udseende betragteligt.
- Lewis har i mange år haft rygsmerter på grund af et slapstick stunt, som slog fejl og var tæt på at lamme ham. Et elektronisk apparat udviklet af Medtronic blev implanteret i hans ryg og hjalp med at reducere ubehaget. Han blev efterfølgende talsmand for Medtronic.
- Lewis prøvede sangkarrieren i 1950'erne, hvor han havde to numre på hitlisterne: "Rock-A-Bye Your Baby with a Dixie Melody" (en sang af Al Jolson, som blev populær, da Judy Garland sang den) samt "It All Depends On You" i 1958.
- The Simpsons' Hank Azaria baserede stemmen til professor Frink på Lewis' figur fra Den skøre professor,Julius Kelp. Lewis selv blev inviteret til at være Frinks far.
- Animaniacs figuren "Mr. Director"  er inspireret af Lewis
- Lewis var fan af Brisbane Lions-fodboldklubben i Australian Football League.
- I 1984 blev han nomineret til Golden Raspberry Award for værste skuespiller for sin rolle i Slapstick of Another Kind.
- Lewis var far til 1960'er popmusikeren Gary Lewis, som havde flere hits i midten af 1960'erne med sin gruppe Gary Lewis & the Playboys.
- I et radiointerview han gav i forbindelse med sin bog i 2005, sagde Lewis at hans IQ var blevet målt til at være 169.

## Filmografi
| År   | Film                                    | Rolle | Med Dean Martin | Noter                                   |
| ---- | --------------------------------------- | --- | --------------- | --------------------------------------- |
| 1949 | My Friend Irma                          | Seymour | Ja              | Filmdebut                               |
| 1950 | My Friend Irma Goes West                | Seymour | Ja              |                                         |
| 1950 | The Milkman                             | Unavngivet mælkemand                                                                                       |                 | Statist (ikke bekræftet)                |
| 1950 | At War With The Army                    | konstabel Alvin Korwin                                                                                     | Ja              |                                         |
| 1951 | That's My Boy                           | 'Junior' Jackson                                                                                           | Ja              |                                         |
| 1952 | Sailor Beware                           | Melvin Jones                                                                                               | Ja              |                                         |
| 1952 | Jumping Jacks                           | Hap Smith                                                                                                  | Ja              |                                         |
| 1952 | Road to Bali                            | 'Damen' i Lalas drøm                                                                                       | Ja              | statist                                 |
| 1953 | The Stooge                              | Theodore Rogers                                                                                            | Ja              |                                         |
| 1953 | Scared Stiff                            | Myron Mertz                                                                                                | Ja              |                                         |
| 1953 | The Caddy                               | Harvey Miller, Jr.                                                                                         | Ja              |                                         |
| 1953 | Money From Home                         | Virgil Yokum                                                                                               | Ja              | Filmet i 3-D                            |
| 1954 | Living It Up                            | Homer Flagg                                                                                                | Ja              |                                         |
| 1954 | 3 Ring Circus                           | Jerome F. Hotchkiss                                                                                        | Ja              |                                         |
| 1955 | You're Never Too Young                  | Wilbur Hoolick                                                                                             | Ja              |                                         |
| 1955 | Artists and Models                      | Eugene Fullstack                                                                                           | Ja              |                                         |
| 1956 | Pardners                                | Wade Kingsley Sr/Wade Kingsley Jr.                                                                         | Ja              |                                         |
| 1956 | Hollywood Or Bust                       | Malcolm Smith                                                                                              | Ja              |                                         |
| 1957 | The Delicate Delinquent                 | Sidney L. Pythias                                                                                          |                 |                                         |
| 1957 | The Sad Sack                            | Menig Meredith Bixby                                                                                       |                 |                                         |
| 1958 | Rock-A-Bye Baby                         | Clayton Poole                                                                                              |                 |                                         |
| 1958 | The Geisha Boy                          | Gilbert Wooley                                                                                             |                 |                                         |
| 1959 | Don't Give Up the Ship                  | John Paul Steckler I, IV, and VII                                                                          |                 |                                         |
| 1959 | Li'l Abner                              | Itchy McRabbit                                                                                             |                 | Statist                                 |
| 1960 | Visit to a Small Planet                 | Kreton |                 |                                         |
| 1960 | The Bellboy                             | Stanley/Sig selv                                                                                           |                 |                                         |
| 1960 | Cinderfella                             | Cinderfella                                                                                                |                 |                                         |
| 1961 | The Ladies Man                          | Herbert H. Heebert/Mama Heebert                                                                            |                 |                                         |
| 1961 | The Errand Boy                          | Morty S. Tashman                                                                                           |                 |                                         |
| 1962 | It'$ Only Money                         | Lester Marsh                                                                                               |                 |                                         |
| 1963 | The Nutty Professor                     | Professor Julius Kelp/Buddy Love/Baby Kelp                                                                 |                 |                                         |
| 1963 | It's a Mad, Mad, Mad, Mad World         | Mand som kører hatten over                                                                                 |                 | Statist                                 |
| 1963 | Who's Minding the Store?                | Norman Phiffier                                                                                            |                 |                                         |
| 1964 | The Patsy                               | Stanley Belt/Sangere i trioen                                                                              |                 |                                         |
| 1964 | The Disorderely Orderly                 | Jerome Littlefield                                                                                         |                 |                                         |
| 1965 | The Family Jewels                       | Willard Woodward/James Peyton/Everett Peyton/Julius Peyton/Capt. Eddie Peyton/Skylock Peyton/'Bugs' Peyton |                 |                                         |
| 1965 | Boeing Boeing                           | Robert Reed                                                                                                |                 |                                         |
| 1966 | Three On A Couch                        | Christopher Pride/Warren/Ringo/Rutherford/Heather                                                          |                 |                                         |
| 1966 | Way...Way Out                           | Pete Mattermore                                                                                            |                 |                                         |
| 1967 | The Big Mouth                           | Gerald Clamson/Syd Valentine                                                                               |                 |                                         |
| 1968 | Don't Raise the Bridge, Lower the River | George Lester                                                                                              |                 |                                         |
| 1969 | Hook, Line & Sinker                     | Peter Ingersoll/Fred Dobbs                                                                                 |                 |                                         |
| 1970 | Which Way to the Front?                 | Brendon Byers III                                                                                          |                 |                                         |
| 1981 | Hardly Working                          | Bo Hooper                                                                                                  |                 | Udgivet i Europa i 1980                 |
| 1983 | The King of Comedy                      | Jerry Langford                                                                                             |                 | Filmet i 1981                           |
| 1983 | Cracking Up                             | Warren Nefron/Dr. Perks                                                                                    |                 |                                         |
| 1984 | Slapstick (Of Another Kind)             | Wilbur Swain/Caleb Swain                                                                                   |                 | Udgivet i Europa i 1982                 |
| 1984 | Retenez Moi...Où Je Fais Un Malheur     | Jerry Logan                                                                                                |                 | Fransk udgivelse. Aldrig udgivet i USA. |
| 1984 | Par Où Rentré? On T'a Pas Vue Sortir    | Clovis Blaireau                                                                                            |                 | Fransk udgivelse. Aldrig udgivet i USA. |
| 1987 | Fight For Life                          | Dr. Bernard Abrams                                                                                         |                 | ABC tv-film                             |
| 1989 | Cookie                                  | Arnold Ross                                                                                                |                 |                                         |
| 1992 | Mr. Saturday Night                      | Guest |                 | statist                                 |
| 1993 | Arizona Dream                           | Leo Sweetie                                                                                                |                 |                                         |
| 1995 | Funny Bones                             | George Fawkes                                                                                              |                 |                                         |

## Anden filmografi
- Screen Snapshots: Thirtieth Anniversary Special (1950, kortfilm)
- The Jazz Singer (1958) (optræden i TV)
- Raymine (1960) (synger titelsangen)
- Ben Casey (1964) (tv episode, "A Little Fun to Match the Sorrow")
- Batman (1966) (tv episode, "The Bookworm Turns")
- Silent Treatment (1968) (ikke færdiggjort)
- One More Time (1970) (instruktør og orkesterlederens stemme)
- The Day the Clown Cried (1972) (ikke færdiggjort)
- Rascal Dazzle (1980) (dokumentar om Our Gang ; fortæller)
- Wiseguy (1988) (tv serie, fire episoder 'Garment Trade Arc')
- Mad About You (1993) (tv episode, "The Billionaire")

## Bøger
- The Total Film-Maker. New York: Random House, 1971, ISBN 0-394-46757-4
- Jerry Lewis: In Person med Herb Gluck. New York: Atheneum, 1982, ISBN 0-689-11290-4
- Dean & Me (A Love Story) med James Kaplan. New York: Doubleday, 2005, ISBN 0-7679-2086-4

## Fodnoter
1. ↑  Navnet er anført på svensk og stammer fra Wikidata hvor navnet endnu ikke findes på dansk.
2. ↑  "Den skøre professor er død: Jerry Lewis blev 91 år". DR. Ritzau. 20. august 2017.
3. ↑  "Jerry Lewis in top French honour". BBC News. 16. marts 2006.
4. ↑  Peter Sciretta (14. juni 2006). "Jerry Lewis suffers Heart Attack". /film. Arkiveret fra originalen 27. september 2007. Hentet 16. august 2006.
5. ↑  "Jerry Lewis Honored By TV Academy". CBS News. 27. juli 2005.
6. ↑  "The Kids Are Alright".
7. ↑  Jerry Lewis (2. september 1990). "The Infamous Parade Magazine Article". CripCommentary.com.
8. ↑  Mary Johnson. "A Test of Wills: Jerry Lewis, Jerry's Orphans, and the Telethon". Ragged Edge Magazine.